# Sante Fossato
Pour les articles homonymes, voir Fossato.
Sante Fossato (né le 24 octobre 1956 à Campagna Lupia,) est un coureur cycliste italien, actif dans les années 1970 et 1980.

## Biographie
Chez les amateurs, Sante Fossato remporte notamment une étape de la Course de la Paix en 1978, avec l'équipe nationale d'Italie. Il évolue ensuite au niveau professionnel entre 1979 et 1981. Lors de sa dernière saison, il participe au Tour d'Italie avec la formation allemande Kotter's Racing-GBC.

## Palmarès

### Par année
- 1976
  - Gran Premio di Roncolevà
  - 2e de Vicence-Bionde
- 1977
  - Vicence-Bionde
- 1978
  - 6e étape de la Course de la Paix
  - 2e étape du Baby Giro
  - Souvenir Pierino Bertolazzo
  - 2e du Gran Premio Nonno Balestri

### Résultats sur les grands tours

#### Tour d'Italie
1 participation
- 1981 : abandon (17e étape)